# Lhuys
Lhuys település Franciaországban, Aisne megyében. Lakosainak száma 139 fő (2022. január 1.). Lhuys Arcy-Sainte-Restitue, Bruys, Jouaignes, Loupeigne, Mareuil-en-Dôle, Mont-Notre-Dame és Tannières községekkel határos.

## Népesség
A település népességének változása:
| Lakosok száma | 122  | 77   | 106  | 137  | 147  | 146  | 141  | 138  | 140  | 139  |
|               | 1968 | 1982 | 1990 | 2006 | 2013 | 2015 | 2017 | 2019 | 2020 | 2022 |